# دوست‌دخترها (فیلم ۲۰۰۶)
دوست‌دخترها (به انگلیسی: Girlfriends) فیلمی محصول سال ۲۰۰۶ و به کارگردانی سیلوی ایمی است. در این فیلم بازیگرانی همچون سوکو، لئا سیدو، دژانا تسیمبا، روسی د پالما، پاتریک برائوده، آن سوفی فرانک، ژان-ایو برتلو، نیکلاس گب و سارا مارتینز ایفای نقش کرده‌اند.